# Nuraghi della provincia del Medio Campidano
I nuraghi della provincia del Medio Campidano:
| Nome                             | Comune          | Coordinate           | Mappa | Tipo              |
| -------------------------------- | --------------- | -------------------- | ----- | ----------------- |
| nuraghe Donigala                 | Arbus           | 39.68989°N 8.50165°E | Mappa | nuraghe monotorre |
| nuraghe Frucca                   | Arbus           | 39.71012°N 8.49193°E | Mappa | nuraghe monotorre |
| nuraghe Perdas Albas             | Arbus           | 39.45897°N 8.39167°E | Mappa | nuraghe monotorre |
| nuraghe Priogosu                 | Arbus           | 39.72847°N 8.48157°E | Mappa | nuraghe monotorre |
| nuraghe Punta Nicolau            | Arbus           | 39.69867°N 8.49339°E | Mappa | nuraghe monotorre |
| nuraghe Rocca su Casteddu        | Arbus           | 39.53689°N 8.57873°E | Mappa | nuraghe monotorre |
| nuraghe s'Enna 'e s'Arca I       | Arbus           | 39.70813°N 8.45826°E | Mappa | nuraghe monotorre |
| nuraghe Bruncu Margianis         | Barumini        | 39.67741°N 9.01299°E | Mappa | nuraghe monotorre |
| nuraghe Bruncu sa Giustizia      | Barumini        | 39.6983°N 9.03288°E  | Mappa | nuraghe monotorre |
| nuraghe Cala Frau                | Barumini        | 39.71655°N 8.99941°E | Mappa | nuraghe monotorre |
| nuraghe Crucculessi              | Barumini        | 39.67193°N 9.04558°E | Mappa | nuraghe monotorre |
| nuraghe Marfudi                  | Barumini        | 39.71424°N 8.98938°E | Mappa | nuraghe monotorre |
| nuraghe Pala sa Furca            | Barumini        | 39.69053°N 9.00616°E | Mappa | nuraghe monotorre |
| nuraghe Pranu Amis               | Barumini        | 39.69347°N 8.9905°E  | Mappa | nuraghe monotorre |
| nuraghe Riu Ziu Stori            | Barumini        | 39.67787°N 9.0433°E  | Mappa | nuraghe monotorre |
| nuraghe s'Abuleu                 | Barumini        | 39.6933°N 9.04277°E  | Mappa | nuraghe monotorre |
| nuraghe San Nicola               | Barumini        | 39.69931°N 9.00959°E | Mappa | nuraghe monotorre |
| nuraghe Siali                    | Barumini        | 39.71905°N 9.00956°E | Mappa | nuraghe monotorre |
| nuraghe Sighillanu               | Barumini        | 39.71139°N 9.00639°E | Mappa | nuraghe monotorre |
| nuraghe Ziu Cristanu             | Barumini        | 39.69172°N 9.03636°E | Mappa | nuraghe monotorre |
| nuraghe Brodu in Cuccuru         | Collinas        | 39.64885°N 8.79835°E | Mappa | nuraghe monotorre |
| nuraghe Liccu                    | Collinas        | 39.66301°N 8.85546°E | Mappa | nuraghe monotorre |
| nuraghe Miale Craba              | Collinas        | 39.65682°N 8.81724°E | Mappa | nuraghe monotorre |
| nuraghe Nurazzolu                | Collinas        | 39.63165°N 8.84052°E | Mappa | nuraghe monotorre |
| nuraghe sa Corona Arrubia        | Collinas        | 39.66142°N 8.86265°E | Mappa | nuraghe monotorre |
| nuraghe sa Seddera               | Collinas        | 39.64253°N 8.85454°E | Mappa | nuraghe monotorre |
| nuraghe Sartaro                  | Collinas        | 39.64794°N 8.80421°E | Mappa | nuraghe monotorre |
| nuraghe Scala s'Egua             | Collinas        | 39.65308°N 8.81553°E | Mappa | nuraghe monotorre |
| nuraghe Sueddi                   | Collinas        | 39.66148°N 8.83923°E | Mappa | nuraghe monotorre |
| nuraghe Cuccuru de is Bangius    | Furtei          | 39.58824°N 8.94464°E | Mappa | nuraghe monotorre |
| nuraghe Cuccuru San Biagio       | Furtei          | 39.54783°N 8.94065°E | Mappa | nuraghe monotorre |
| nuraghe Nuraxi Ois               | Furtei          | 39.57212°N 8.94562°E | Mappa | nuraghe monotorre |
| nuraghe Maghia Sattania          | Genuri          | 39.72659°N 8.92496°E | Mappa | nuraghe monotorre |
| nuraghe Aras                     | Gesturi         | 39.7597°N 9.00665°E  | Mappa | nuraghe monotorre |
| nuraghe Bau Romanu               | Gesturi         | 39.71871°N 9.03917°E | Mappa | nuraghe monotorre |
| nuraghe Bruncu Cristoli          | Gesturi         | 39.72068°N 9.01128°E | Mappa | nuraghe monotorre |
| nuraghe Bruncu Nieddosa          | Gesturi         | 39.74619°N 9.04284°E | Mappa | nuraghe monotorre |
| nuraghe Bruncu Scrocca           | Gesturi         | 39.72503°N 9.0577°E  | Mappa | nuraghe monotorre |
| nuraghe Casa Sanna               | Gesturi         | 39.78052°N 8.97783°E | Mappa | nuraghe monotorre |
| nuraghe Castingianu              | Gesturi         | 39.73541°N 9.00979°E | Mappa | nuraghe monotorre |
| nuraghe Cort'e Brocci            | Gesturi         | 39.73816°N 9.00421°E | Mappa | nuraghe monotorre |
| nuraghe Nerbonis                 | Gesturi         | 39.72089°N 9.04556°E | Mappa | nuraghe monotorre |
| nuraghe Pascasi                  | Gesturi         | 39.75622°N 9.03656°E | Mappa | nuraghe monotorre |
| nuraghe Pisconti                 | Gesturi         | 39.74308°N 9.02177°E | Mappa | nuraghe monotorre |
| nuraghe sa Serra                 | Gesturi         | 39.75452°N 9.04825°E | Mappa | nuraghe monotorre |
| nuraghe su Bruncu 'e Antiogu Boi | Gesturi         | 39.71951°N 9.04726°E | Mappa | nuraghe monotorre |
| nuraghe Baguba                   | Gonnosfanadiga  | 39.47916°N 8.59182°E | Mappa | nuraghe monotorre |
| nuraghe Pardu                    | Gonnosfanadiga  | 39.50476°N 8.65017°E | Mappa | nuraghe monotorre |
| nuraghe San Cosimo I             | Gonnosfanadiga  | 39.50569°N 8.6196°E  | Mappa | nuraghe monotorre |
| nuraghe San Cosimo II            | Gonnosfanadiga  | 39.50991°N 8.61993°E | Mappa | nuraghe monotorre |
| nuraghe Baccas                   | Guspini         | 39.6741°N 8.58957°E  | Mappa | nuraghe monotorre |
| nuraghe Cara                     | Guspini         | 39.52677°N 8.62717°E | Mappa | nuraghe monotorre |
| nuraghe Corongiu Pontis          | Guspini         | 39.51849°N 8.62861°E | Mappa | nuraghe monotorre |
| nuraghe Corti Baccas             | Guspini         | 39.59587°N 8.64724°E | Mappa | nuraghe monotorre |
| nuraghe Cugui                    | Guspini         | 39.56904°N 8.60698°E | Mappa | nuraghe monotorre |
| nuraghe Gentilis                 | Guspini         | 39.65506°N 8.57084°E | Mappa | nuraghe monotorre |
| nuraghe is Trigas                | Guspini         | 39.60653°N 8.57476°E | Mappa | nuraghe monotorre |
| nuraghe Monte Narinu             | Guspini         | 39.55184°N 8.61028°E | Mappa | nuraghe monotorre |
| nuraghe Monte Ois                | Guspini         | 39.67776°N 8.56549°E | Mappa | nuraghe monotorre |
| nuraghe Nuraci                   | Guspini         | 39.55351°N 8.63771°E | Mappa | nuraghe monotorre |
| nuraghe Nuraxi Crobu             | Guspini         | 39.66136°N 8.61215°E | Mappa | nuraghe monotorre |
| nuraghe Omini                    | Guspini         | 39.66671°N 8.61439°E | Mappa | nuraghe monotorre |
| nuraghe Pauli Planu              | Guspini         | 39.60156°N 8.659°E   | Mappa | nuraghe monotorre |
| nuraghe sa Zeppara               | Guspini         | 39.62516°N 8.65885°E | Mappa | nuraghe monotorre |
| nuraghe Terra Frucca             | Guspini         | 39.52073°N 8.64559°E | Mappa | nuraghe monotorre |
| nuraghe Terra Maistus            | Guspini         | 39.51018°N 8.63422°E | Mappa | nuraghe monotorre |
| nuraghe Zuddas                   | Guspini         | 39.55446°N 8.66534°E | Mappa | nuraghe monotorre |
| nuraghe Passiali                 | Las Plassas     | 39.67493°N 9.00236°E | Mappa | nuraghe monotorre |
| nuraghe Perda Molloni            | Las Plassas     | 39.6589°N 8.96312°E  | Mappa | nuraghe monotorre |
| nuraghe Trebineddu               | Las Plassas     | 39.68132°N 8.96554°E | Mappa | nuraghe monotorre |
| nuraghe Corti Baccas             | Lunamatrona     | 39.63607°N 8.89086°E | Mappa | nuraghe monotorre |
| nuraghe Cuccu Au                 | Lunamatrona     | 39.62677°N 8.92572°E | Mappa | nuraghe monotorre |
| nuraghe s'Ungroni                | Lunamatrona     | 39.63694°N 8.92855°E | Mappa | nuraghe monotorre |
| nuraghe Trobas                   | Lunamatrona     | 39.64664°N 8.87821°E | Mappa | nuraghe monotorre |
| nuraghe Zinnigas                 | Lunamatrona     | 39.64042°N 8.90169°E | Mappa | nuraghe monotorre |
| nuraghe Part'Jossu               | Pabillonis      | 39.62876°N 8.69726°E | Mappa | nuraghe monotorre |
| nuraghe Santu Sciori II          | Pabillonis      | 39.63229°N 8.71044°E | Mappa | nuraghe monotorre |
| nuraghe Bruncu sa Cruxi          | Pauli Arbarei   | 39.64763°N 8.92365°E | Mappa | nuraghe monotorre |
| nuraghe Is Argiolas              | Pauli Arbarei   | 39.66484°N 8.94755°E | Mappa | nuraghe monotorre |
| nuraghe Is Funtanas              | Pauli Arbarei   | 39.66214°N 8.95115°E | Mappa | nuraghe monotorre |
| nuraghe Mollargiu                | Pauli Arbarei   | 39.66557°N 8.95113°E | Mappa | nuraghe monotorre |
| nuraghe Passeri                  | Pauli Arbarei   | 39.66687°N 8.94233°E | Mappa | nuraghe monotorre |
| nuraghe Scortis                  | Pauli Arbarei   | 39.65369°N 8.9291°E  | Mappa | nuraghe monotorre |
| nuraghe Seneri                   | Pauli Arbarei   | 39.66462°N 8.92951°E | Mappa | nuraghe monotorre |
| nuraghe Bruncu de Melas          | Sanluri         | 39.60111°N 8.88229°E | Mappa | nuraghe monotorre |
| nuraghe Bruncu 'e Cresia         | Sanluri         | 39.60689°N 8.89829°E | Mappa | nuraghe monotorre |
| nuraghe Bruncu Masoni Baccas     | Sanluri         | 39.58637°N 8.92172°E | Mappa | nuraghe monotorre |
| nuraghe Candela                  | Sanluri         | 39.58432°N 8.87924°E | Mappa | nuraghe monotorre |
| nuraghe Cuccuru de su Casu Moiau | Sanluri         | 39.5955°N 8.87253°E  | Mappa | nuraghe monotorre |
| nuraghe Fenu                     | Sanluri         | 39.5979°N 8.926°E    | Mappa | nuraghe monotorre |
| nuraghe Gattus                   | Sanluri         | 39.59021°N 8.87626°E | Mappa | nuraghe monotorre |
| nuraghe Perda Bogada             | Sanluri         | 39.54496°N 8.92437°E | Mappa | nuraghe monotorre |
| nuraghe Predi Ara                | Sanluri         | 39.59634°N 8.89448°E | Mappa | nuraghe monotorre |
| nuraghe Puxeddu                  | Sanluri         | 39.58746°N 8.90558°E | Mappa | nuraghe monotorre |
| nuraghe Sant'Antioco             | Sanluri         | 39.60675°N 8.89323°E | Mappa | nuraghe monotorre |
| nuraghe Arigau                   | Sardara         | 39.61203°N 8.78215°E | Mappa | nuraghe monotorre |
| nuraghe Arrubiu                  | Sardara         | 39.61744°N 8.76283°E | Mappa | nuraghe monotorre |
| nuraghe Jana                     | Sardara         | 39.619°N 8.75595°E   | Mappa | nuraghe monotorre |
| nuraghe Otzi                     | Sardara         | 39.62128°N 8.77131°E | Mappa | nuraghe monotorre |
| nuraghe Pibizziri                | Sardara         | 39.61971°N 8.81619°E | Mappa | nuraghe monotorre |
| nuraghe Santa Maria Is Acquas    | Sardara         | 39.61416°N 8.78692°E | Mappa | nuraghe monotorre |
| nuraghe Santu Domini             | Sardara         | 39.62399°N 8.78094°E | Mappa | nuraghe monotorre |
| nuraghe Serretzi                 | Sardara         | 39.63408°N 8.79525°E | Mappa | nuraghe monotorre |
| nuraghe Setti                    | Sardara         | 39.63212°N 8.7858°E  | Mappa | nuraghe monotorre |
| nuraghe Sincuri                  | Sardara         | 39.61082°N 8.8459°E  | Mappa | nuraghe monotorre |
| nuraghe Fraga Morus              | Segariu         | 39.55419°N 8.9882°E  | Mappa | nuraghe monotorre |
| nuraghe Bruncu Pubusa            | Serrenti        | 39.49934°N 8.94268°E | Mappa | nuraghe monotorre |
| nuraghe Cuccuru Turri            | Serrenti        | 39.50725°N 8.96781°E | Mappa | nuraghe monotorre |
| nuraghe Funtana Gureu            | Serrenti        | 39.48502°N 8.99753°E | Mappa | nuraghe monotorre |
| nuraghe Genna Serrenti           | Serrenti        | 39.50886°N 8.96118°E | Mappa | nuraghe monotorre |
| nuraghe Magalli                  | Serrenti        | 39.5258°N 9.00155°E  | Mappa | nuraghe monotorre |
| nuraghe Monte Craccuri           | Serrenti        | 39.51084°N 8.98932°E | Mappa | nuraghe monotorre |
| nuraghe Monte Mannu II           | Serrenti        | 39.5183°N 8.96566°E  | Mappa | nuraghe monotorre |
| nuraghe Monte Ollastu            | Serrenti        | 39.51769°N 8.98144°E | Mappa | nuraghe monotorre |
| nuraghe Oliri III                | Serrenti        | 39.52137°N 9.00685°E | Mappa | nuraghe monotorre |
| nuraghe Perda Sinnus             | Serrenti        | 39.47908°N 9.00034°E | Mappa | nuraghe monotorre |
| nuraghe Porcedda                 | Serrenti        | 39.52718°N 8.93256°E | Mappa | nuraghe monotorre |
| nuraghe Furconi Pardu            | Setzu           | 39.72432°N 8.92276°E | Mappa | nuraghe monotorre |
| nuraghe Nuracciassu              | Setzu           | 39.75006°N 8.93802°E | Mappa | nuraghe monotorre |
| nuraghe Suraxiu                  | Setzu           | 39.73644°N 8.94674°E | Mappa | nuraghe monotorre |
| nuraghe Pranu Casti              | Siddi           | 39.65761°N 8.88555°E | Mappa | nuraghe monotorre |
| nuraghe sa Gruxi                 | Siddi           | 39.67463°N 8.86884°E | Mappa | nuraghe monotorre |
| nuraghe sa Mammonaia             | Siddi           | 39.67924°N 8.86989°E | Mappa | nuraghe monotorre |
| nuraghe Cuccurdoni Mannu         | Villacidro      | 39.38187°N 8.69436°E | Mappa | nuraghe monotorre |
| nuraghe Narti                    | Villacidro      | 39.44154°N 8.73218°E | Mappa | nuraghe monotorre |
| nuraghe Atzeni                   | Villamar        | 39.60805°N 8.94146°E | Mappa | nuraghe monotorre |
| nuraghe Bruncu Argiola           | Villamar        | 39.61811°N 9.00476°E | Mappa | nuraghe monotorre |
| nuraghe Ruilixi                  | Villamar        | 39.62379°N 8.93421°E | Mappa | nuraghe monotorre |
| nuraghe sa Domu s'Orcu           | Villamar        | 39.6493°N 8.95668°E  | Mappa | nuraghe monotorre |
| nuraghe Serbadei                 | Villamar        | 39.65473°N 8.96037°E | Mappa | nuraghe monotorre |
| nuraghe Marramutta               | Villanovaforru  | 39.62489°N 8.86409°E | Mappa | nuraghe monotorre |
| nuraghe Mori Siliqua             | Villanovaforru  | 39.61549°N 8.8736°E  | Mappa | nuraghe monotorre |
| nuraghe Figu                     | Villanovafranca | 39.64868°N 9.04564°E | Mappa | nuraghe monotorre |
| nuraghe Paberi II                | Villanovafranca | 39.65685°N 9.03948°E | Mappa | nuraghe monotorre |
| nuraghe Riu Stangiu              | Villanovafranca | 39.66508°N 9.00886°E | Mappa | nuraghe monotorre |
| nuraghe Salamai                  | Villanovafranca | 39.66742°N 9.02121°E | Mappa | nuraghe monotorre |